# Prix Nadar

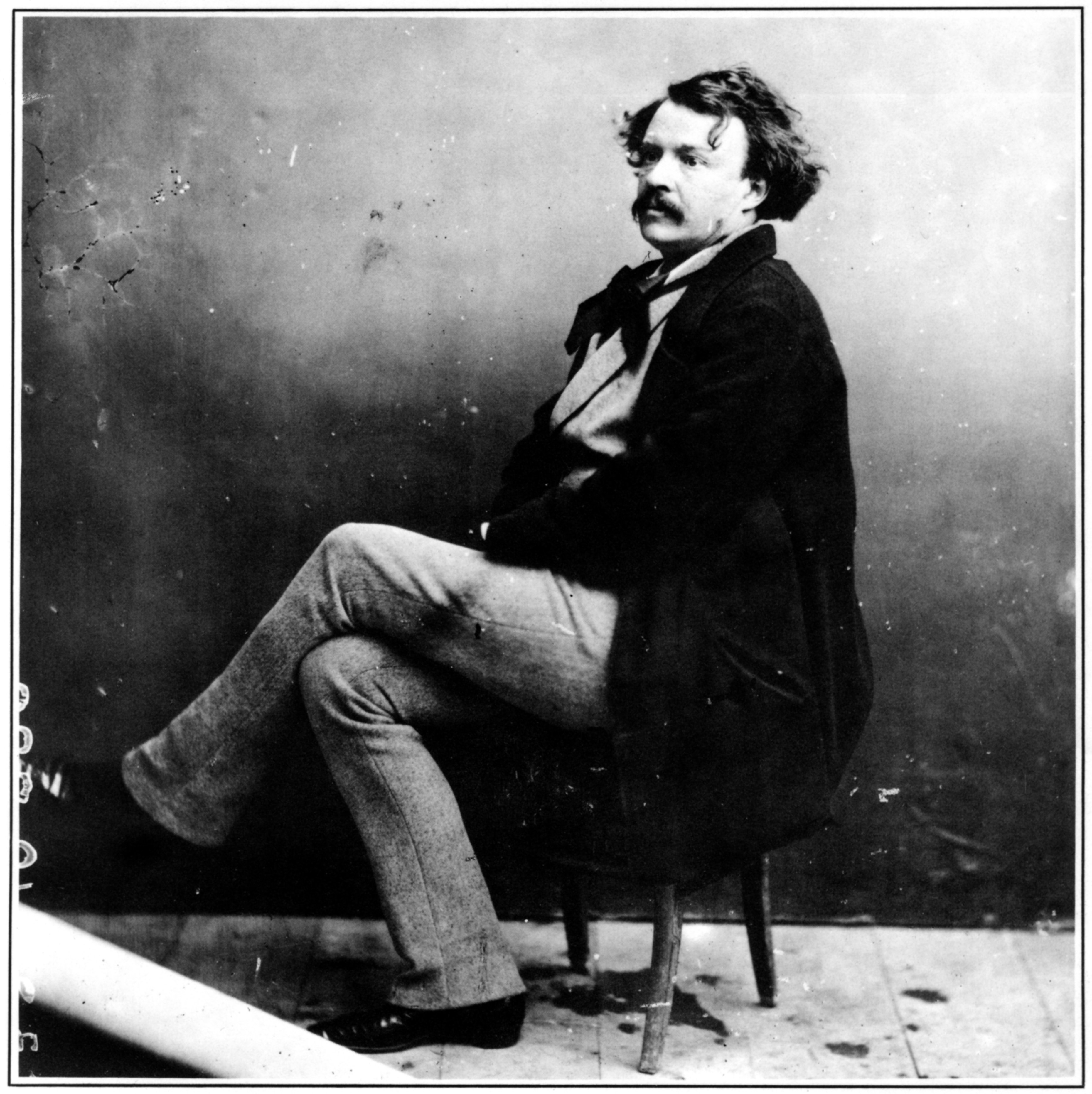
Nadar v roce 1854

Prix Nadar (Nadarova cena) je ocenění, kterou každoročně uděluje francouzská společnost Gens d’Images nejlepšímu fotožurnalistovi. Cena nese jméno po světovém fotografovi Gaspard-Félixovi Tournachonovi alias Nadarovi, který žil v letech 1820 až 1910. Ocenění bylo založeno v roce 1955 a porota je složena z fotožurnalistů a zpravodajských expertů.

## Někteří vítězové

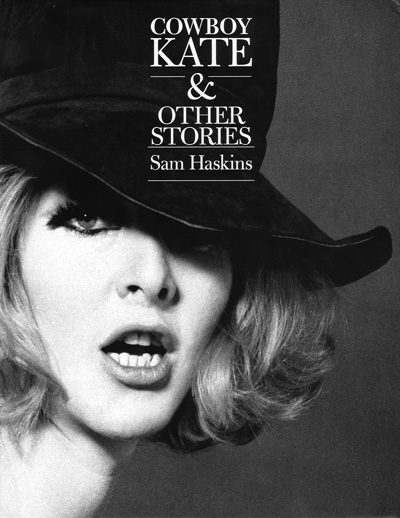
Sam Haskins: Titulní list Cowboy Kate, 1964

### 1955–1979
- 1955: Werner Bischof, Japon, vyd. Delpire
- 1956: Fulvio Roiter, Ombrie, vyd. Clairefontaine

Umbrien – Land des Heiligen Franziskus – Sonnengesang a Blütenlegenden, 1966
- 1957: William Klein, New York, vyd. du Seuil
- 1958: Michel Cot, La Glace a deux faces, vyd. Arthaud
- 1959: Serge Moulinier, L'Ordre grec, vyd. Arthaud
- 1960: Emil Schulthess, Afrique, vyd. Delpire
- 1961: Jean Dieuzaide, Catalogne romane, vyd. Zodiaque
- 1962: Alexandre Liberman, Les Maîtres de l'art contemporain, vyd. Arthaud
- 1963: Gilles Ehrmann, Les Inspirés et leurs demeures, vyd. Le Temps
- 1964: André Jammes, Charles Nègre photographe, vyd. André Jammes
- 1965: Madeleine Hours, Les Secrets des chefs-d'œuvres, vyd. Pont Royal
- 1966: Sam Haskins, Cow Boy Kate, vyd. Prisma
- 1967: Erich Lessing, L'Odyssée, vyd. Hatier
- 1968: John Craven, Deux cents millions d'Américains, vyd. Hachette
- 1969: Erwin Fieger, Treize photo-essais, vyd. Accidentia
- 1970: Étienne Sved, Province des campaniles, vyd. Sved Hachette
- 1971: Henri Cartier-Bresson, Vive la France, vyd. Laffont-Sélection
- 1972: Jean-Marie Baufle a Philippe Varin, La Chasse photographique, vyd. Hachette
- 1973: André Kertész, Soixante ans de photographies, vyd. Le Chêne
- 1974: Gina Lollobrigida, Italia mia, vyd. Groupe Flammarion

 Italia Mia. Einleitung von Alberto Moravia. Düsseldorf 1973. 1
- 1975: Kolektiv VU, Par Life, vyd. Life
- 1976: Georg Gerster, La Terre de l'Homme, Curych, vyd. Atlantis

Der Mensch auf seiner Erde (Člověk na své Zemi), Curych 1975
- 1977: André Martin, Les noires vallées du repentir, vyd. Entente
- 1978: Josef Koudelka, Gitans la fin du voyage, vyd. Delpire
- 1979: PHOTOGRAPHIES 1947-1977, Richard Avedon, vyd. Denoël-Filippachi

### 1980–1999
- 1980: LA FRANCE VUE PAR LES FRERES SEEBERGER, vyd. Belfond
- 1981: Willy Ronis, Au Fil du hasard, vyd. Contrejour
- 1982: August Sander, Hommes du XXème siècle, vyd. Le Chêne: Menschen des 20. Jahrhunderts. 7 svazků. Nové vydání: München 2002, ISBN 3-8296-0006-2.
- 1983: François Hers, Récits, vyd. Herscher
- 1984: Collection Photopoche, Centre national de la photographie, Paris
- 1985: Jean-Claude Lemagny, La photographie créative, vyd. Contrejour
- 1986: Mission photographique de la DATAR. Paysages photographiés, vyd. Hazan
- 1987: William A. Ewing, George Hoyningen-Huene, L'élégance des années 30, vyd. Denoël
- 1988: André Kertész, Hologramme
- 1989: Splendeurs et misères du corps, vyd. Paris-Audiovisuel et Musée d'Art d'Histoire de Fribourg (Moselle)
- 1990: Jean Mounicq, Paris retraversé, Imprimerie nationale
- 1991: Irving Penn, En passant, vyd. Nathan Image
- 1992: Michel Séméniako, Dieux de la nuit, vyd. Marval
- 1993: Gilles Mora a Walker Evans, La Soif du regard, vyd. du Seuil
- 1994: Richard Avedon, Evidence 1944–1994, Schirmer/Mosel Verlag
- 1995: Jean-Pierre Montier, L'Art sans art d'Henri Cartier-Bresson, vyd. Flammarion
- 1996: Marie Cécile Bruwier, Les Pyramides de Giseh a travers l'histoire de la photographie

Alain D'Hooghe, Les Trois Grandes Égyptiennes, vyd. Marval
- 1997: Christian Bouqueret, Des années folles aux années noires, vyd. Marval
- 1998: Anthologie de la photographie africaine et de l'Océan Indien, ouvrage collectif, vyd. Revue Noire, ISBN 2-909571-30-0.
- 1999: Michael Ackerman, End Time City, vyd. Delpire.

### 21. století
- 2000: Raymond Depardon, Détours.
- 2001: Jean Gaumy a Hervé Hamon (text), Le Livre des tempêtes, a bord de l'Abeille Flandre, vydal du Seuil.
- 2002: Larry Burrows (Fotos), Einf. von David Halberstam, Vietnam, vydal Flammarion.
- 2003: Bernard Guillot, Le Pavillon blanc, vydal Filigrane.
- 2004: Philippe Bordas, L'Afrique à poings nus, vydal Le Seuil.
- 2005: Larry Towell, No Man's Land, vydal Textuel.
- 2006: Henri Cartier-Bresson, Scrapbook, vydal Steidl Verlag, ISBN 978-0-500-54333-7.
- 2007: Gilles Mora, La Photographie américaine, 1958-1981, vydal Le Seuil.
- 2008: Sarah Moon, 1 2 3 4 5, vydal Delpire, ISBN 2-85107-238-2.
- 2009: La subversion des images. vyd. Centre Georges Pompidou.
- 2010: Jean Gaumy, D'après nature, vydal Xavier Barral, (zvláštní uznání: Maxence Rifflet, Une route, un chemin, vydal Le Point du jour).
- 2011: Jean-Christian Bourcart, Camden, vyd. Images en Manœuvres.
- 2012: Éditions Xavier Barral za pubikaci Vers l’Orient, autor: Marc Riboud.[2]
- 2013: Kniha: L'Asile des photographies, fotografie: Mathieu Pernot, text: Philippe Artières, vydavatel: Le point du jour.[3]
- 2014: Laurent Millet, Les Enfantillages pittoresques, Filigranes a Musée des beaux-arts d'Angers.
- 2015: Bruno Boudjelal, Algérie, clos comme on ferme un livre?, Le Bec en l'air.
- 2016: Patrick Zachmann, za cyklus So Long, China.
- 2017: Geraldo de Barros, za sérii Sobras, vyd. Chose Commune.
- 2018: Paul Fusco[4], za The Train. 8 juin 1968. Le dernier voyage de Robert F. Kennedy, vydal Éditions Textuel ISBN 978-2-84597-654-2
- 2019: Miho Kajioka, za So it goes, the (M) éditions en coédition avec Ibasho.[5]
- 2020: FLORE, za L’odeur de la nuit était celle du jasmin, vyd. Maison CF – Clémentine de la Féronnière[6].
- 2021: Deanna Dikeman, za Leaving and Waving[7], vyd. Chose Commune[8]
- 2022: Celine Croze, za Siempre que, vyd. Lamaindonne[9]
- 2023: Jean-François Spricigo, za nous l'horizon resterons seul, vyd. jako edice Le Bec en l'air
- 2024: Jean-Michel André za svou knihu Chambre 207, vydanou nakladatelstvím Actes Sud